# Seestraße 30 (Unterschondorf)

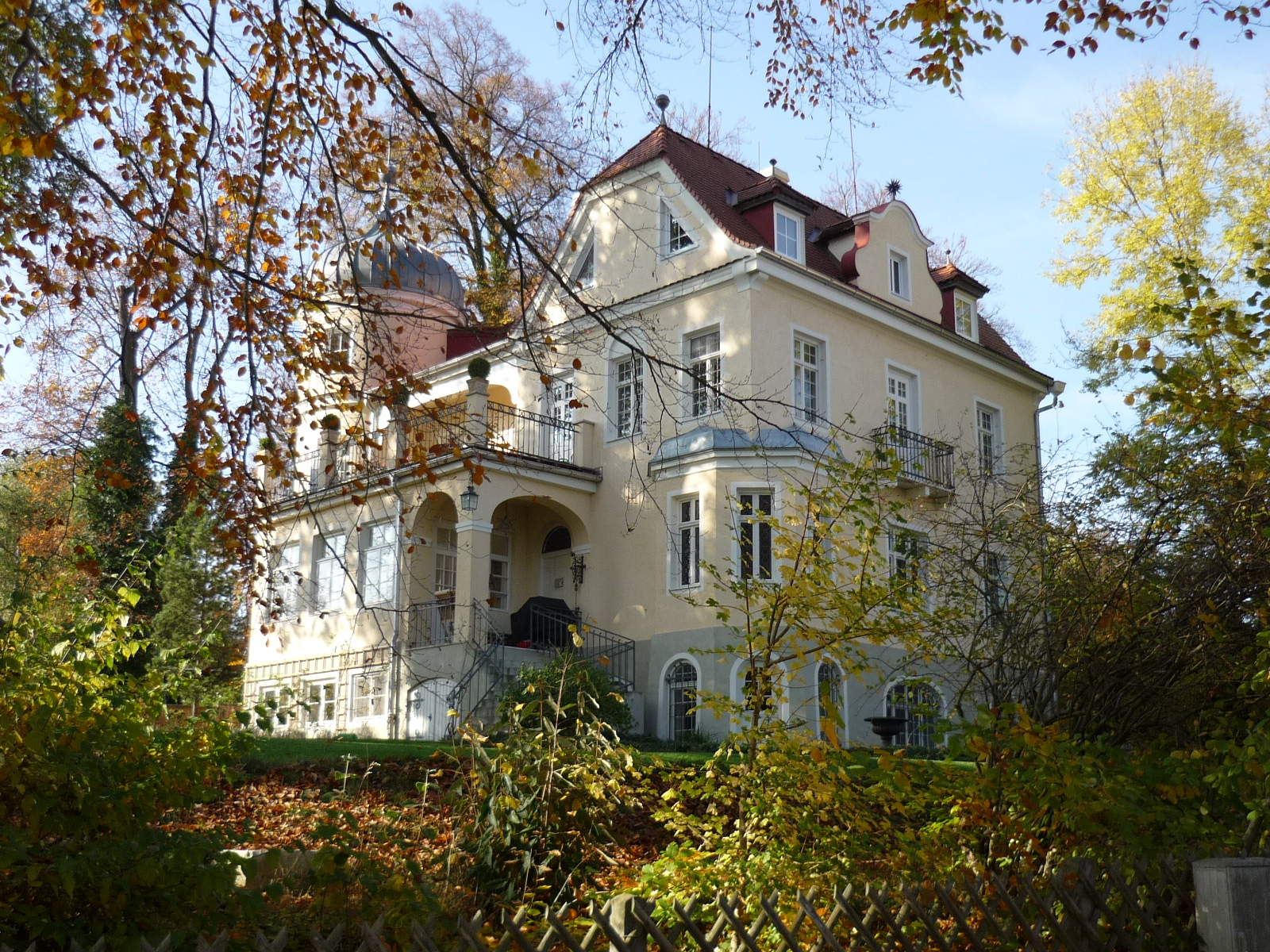
Wohnhaus Seestraße 30 in Unterschondorf

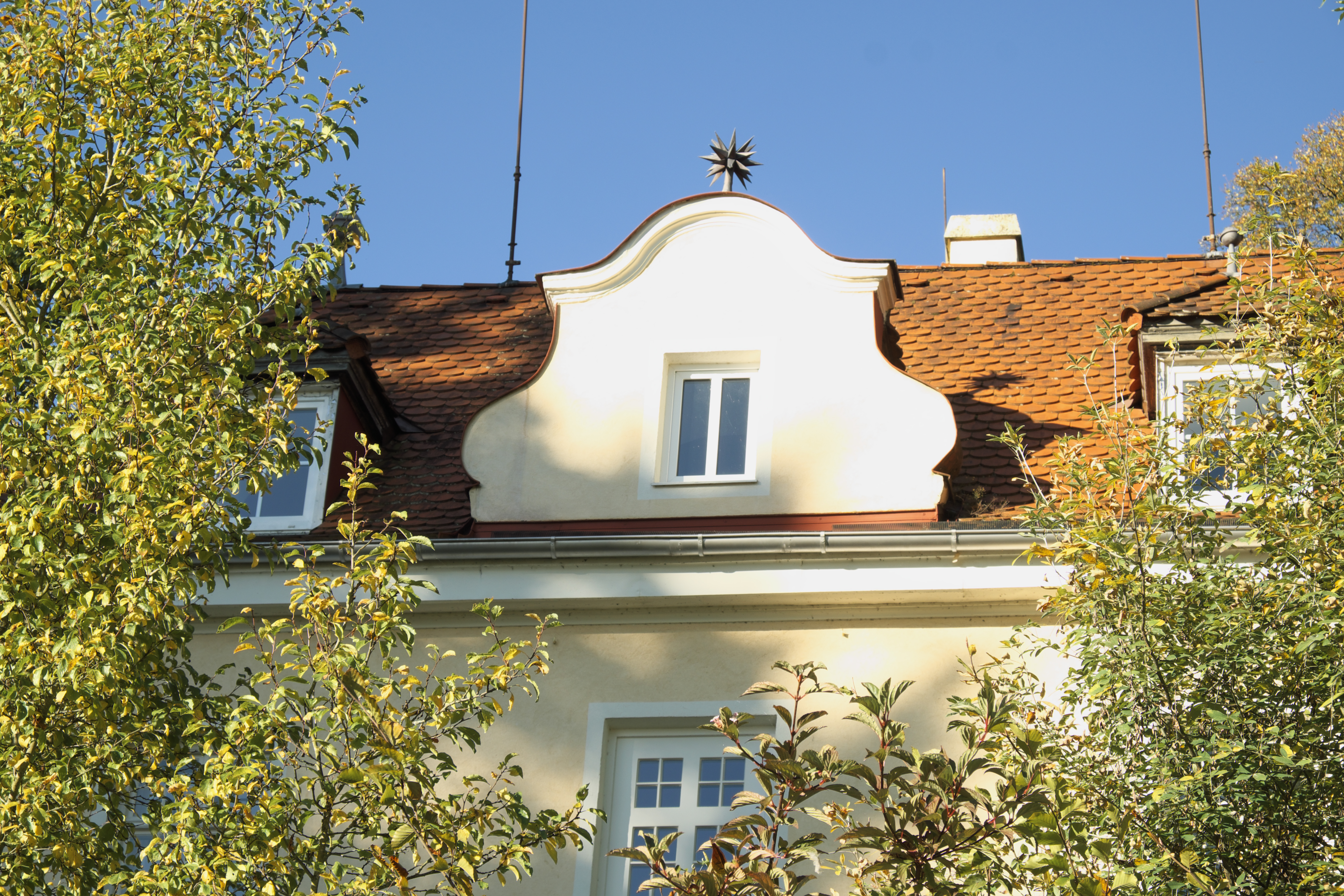
Seeseite

Die Villa Seestraße 30 in Unterschondorf, einem Ortsteil der Gemeinde Schondorf am Ammersee im oberbayerischen Landkreis Landsberg am Lech, wurde 1899 erbaut und steht als Baudenkmal unter Denkmalschutz. Ursprünglich reichte das Grundstück bis zum Ufer des Ammersees.

## Architektur
Das dreieinhalbgeschossige Haus mit Schopfwalmdach, Eckturm, Erker und Zwerchgiebel wurde nach Plänen des Münchener Architekten Adolf Seiffhart für einen Bauherrn aus Bremen errichtet – deshalb ist auf der Wetterfahne des Eckturms das Bremer Stadtwappen zu erkennen. Die Villa steht auf einem als Souterrain ausgebildeten Sockelgeschoss, als Schauseite ist die zum Garten ausgerichtete Südfassade angelegt. In die Südostecke des Hauses ist ein zweigeschossiger, mehrseitiger Standerker eingeschoben, dessen aus dem Baukörper hervortretenden Teile mit Haubensegmenten gedeckt sind. An der Südwestecke steht ein viergeschossiger, runder, die Traufe überragender Eckturm mit einer Welschen Haube. Alle Hauben-Elemente bestehen aus Kupferblech, während die anderen Dachflächen mit roten Dachziegeln gedeckt sind. Ein umlaufendes Trauf- und Giebelgesims dient als Gliederungselement. Die Kreuzstockfenster besitzen überwiegend eine kleinteilige Sprossung. Die ursprünglich vorhandenen Fensterläden wurden entfernt.
Auf einer 1902 veröffentlichten Perspektivzeichnung des Hauses fehlt der eingeschossige Vorbau vor dem Hauseingang, der somit wahrscheinlich erst später ergänzt wurde. Außerdem sitzen in dieser Darstellung in der Giebelfläche unter dem Schopfwalm an der Südseite zwei kleine rechteckige (statt dreieckige) Fenster mit Fensterläden, zwischen ihnen und genau darunter im Obergeschoss ist figürlicher Fassadenschmuck (Malereien oder Reliefs) zu erkennen. Ob diese Einzelheiten tatsächlich so ausgeführt wurden und später verloren gingen bzw. verändert wurden, ist unklar.